# Hoplias macrophthalmus
Hoplias macrophthalmus är en fiskart som först beskrevs av Pellegrin, 1907.  Hoplias macrophthalmus ingår i släktet Hoplias och familjen Erythrinidae. Inga underarter finns listade i Catalogue of Life.